# طول حقيقي

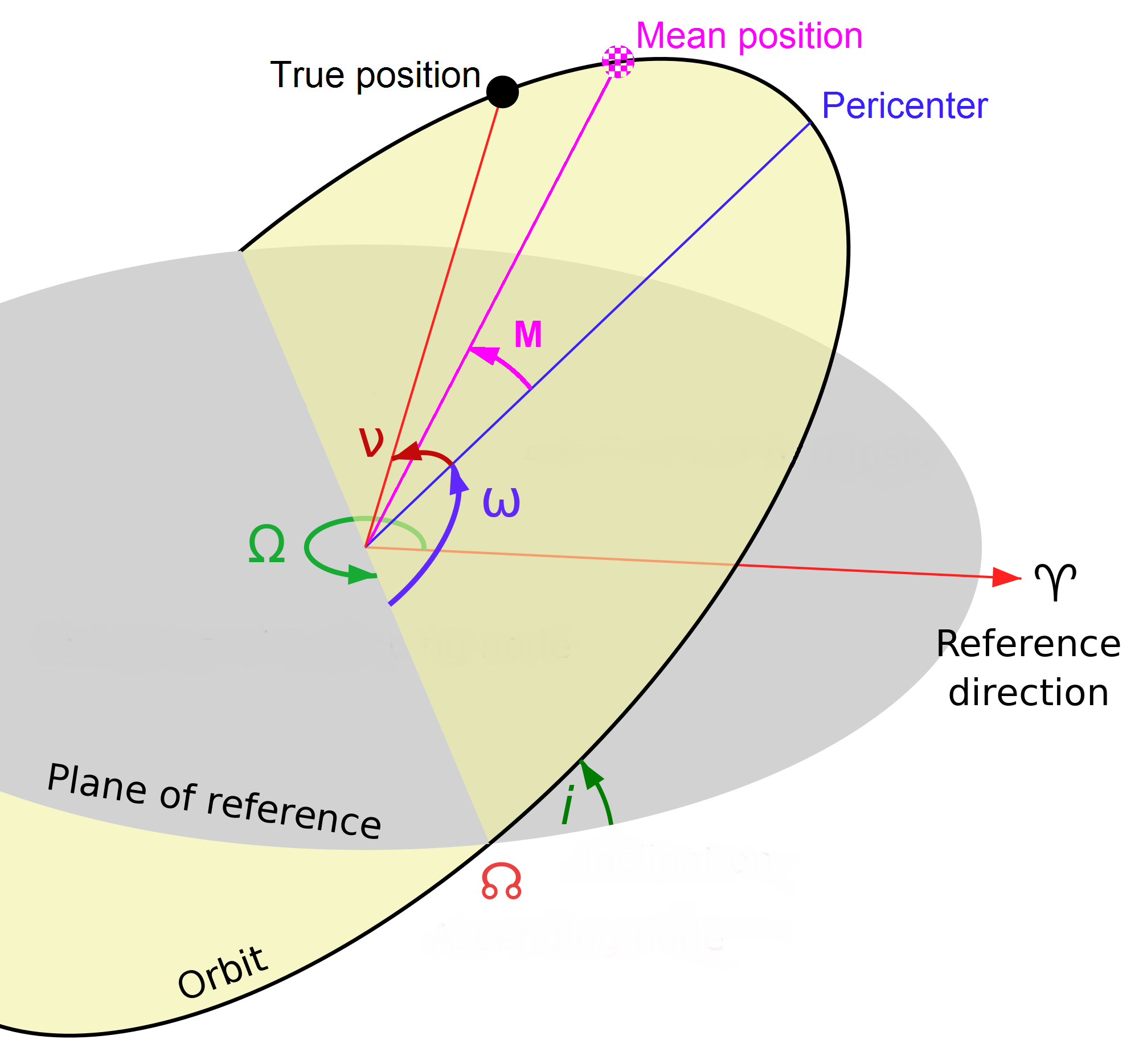
لجرم في المدار متوسط خط الطول يتم حسابة l = Ω + ω + M, حيث Ω تمثل خط طول العقدة الصاعدة, ω تمثل حجة القبوة الحضيضية و M هي زاوية وسط الشذوذ, مسافة الجسم الزاوية من الحضيض كما لو أنه انتقل بسرعة ثابتة بدلا من سرعة مدارية متغيرة لمدار إهليجي. و الطول الحقيقي يتم حسابة بالمثل, L = Ω + ω + ν, حيثν تمثل الشذوذ الحقيقي.

في الميكانيكا السماوية الطول الحقيقي هو خط طول مسار الشمس الذي يمكن أن يوجد فيه جرم فلكي في فلك إذا كان ميله صفر.جنبا إلى جنب مع زاوية الميلان والعقدة الصاعدة، الطول الحقيقي يمكن أن يخبرنا بالاتجاه الدقيق للجرم . وموقعة في وقت معين.

## العملية الحسابية
الطول الحقيقي l يمكن حسابة كالتالي:
l = ν + ϖ
حيث:
- ν الشذوذ الحقيقي للمدار,
- ϖ ≡ ω + Ω طول المدار في الحضيض,
  - ω تمثل حجة القبوة الحضيضية, و
  - Ω تمثل زاوية العقدة المدارية,